# Волоколамский проезд
Волокола́мский прое́зд (название с 26 августа 1960 года) — проезд в Северо-Западном административном округе города Москвы на территории района Покровское-Стрешнево.

## История
Проезд получил своё название 26 августа 1960 года по примыканию к Волоколамскому шоссе.

## Расположение
Волоколамский проезд проходит от Волоколамского шоссе на северо-восток до проезда Стратонавтов. Проезд состоит из двух проезжих частей, разделённых бульваром. Нумерация домов начинается от Волоколамского шоссе.

## Примечательные здания и сооружения
По нечётной стороне:
- д. 5, к. 2 — детский сад № 442.

## Транспорт

### Наземный транспорт
По Волоколамскому проезду проходит маршрут автобуса № 248 (только в сторону шоссе, остановок нет). Южнее проезда, на Волоколамском шоссе, расположены остановка «Метро „Тушинская“» автобусов № 88, 248, 777, 904, юго-восточнее, между Волоколамским шоссе и проездом Стратонавтов, — остановка «Метро „Тушинская“» автобусов № 2, 210, 248, 266, 614, 631, 640, 741, 777, 930 и пригородных автобусов № 301, 372, 372э, 436, 455, 541, 542, 542п, 549, 568, 575, восточнее, на проезде Стратонавтов, — остановка «Метро „Тушинская“» пригородных автобусов № 301, 307, 372, 372э, 450, 455, 464, 540, 961 (Москва — Ржев), 963, 964 (Москва — Осташков).

### Метро
- Станция метро «Тушинская» Таганско-Краснопресненской линии — восточнее проезда, на проезде Стратонавтов.

### Железнодорожный транспорт
- Платформа Тушинская МЦД-2 — восточнее проезда, между проездом Стратонавтов и Тушинской улицей.